# گورنگا بوکوویتسا
گورنگا بوکوویتسا (به لاتین: Gornja Bukovica) یک منطقهٔ مسکونی در بوسنی و هرزگوین است که در ماگلای واقع شده‌است.